# Thiard
Thiard je priimek več ljudi:
- Anne-Claude Thiard, francoski general
- Auxonne Thiard, francoski general
- Henri Thiard, francoski general